# Morningstar
Morningstar, Inc. es una empresa estadounidense de servicios financieros con sede en Chicago, Illinois. Fue fundada por Joe Mansueto en 1984. Proporciona una variedad de servicios de investigación financiera y gestión de inversiones.
Con operaciones en 29 países, la investigación y las recomendaciones de Morningstar son consideradas por los periodistas financieros como influyentes en la industria de la gestión de activos. Una recomendación positiva o negativa de los analistas de Morningstar puede atraer o alejar dinero de cualquier fondo. A través de su división de gestión de activos, la empresa gestiona actualmente más de 244.000 millones de dólares al 31 de marzo de 2021.
La firma también ofrece software y plataformas de datos, tanto para particulares como para profesionales de la inversión, por ejemplo, "Morningstar Direct" y "Morningstar Advisor Workstation".

## Historia
El fundador, Joe Mansueto, tuvo la idea de crear Morningstar en 1982 mientras revisaba los informes anuales de fondos mutualistas que había solicitado a varios gestores prominentes. Sin embargo, después de un año trabajando como analista bursátil para Harris Associates, viendo de cerca la industria de fondos y los competidores potenciales, se convenció de que la oportunidad estaba allí. Finalmente, fundó Morningstar en 1984 en su apartamento de Chicago con una inversión inicial de ´
80.000 $. Eligió el nombre Morningstar en referencia a la última frase de Walden, un libro de Henry David Thoreau; "el sol no es más que una estrella de la mañana".
En julio de 1999, Morningstar aceptó una inversión de 91 millones de dólares de SoftBank a cambio de una participación del 20 por ciento en la empresa. Las dos empresas habían formado una joint-venture en Japón el año anterior.
La oferta pública de venta de Morningstar se produjo el 3 de mayo de 2005, con 7.612.500 de acciones a 18,50 dólares cada una. La forma en que Morningstar se hizo pública es notable. Eligieron seguir los pasos de Google y usar el método OpenIPO en lugar del método tradicional. Esto permitió a los inversores individuales ofertar por el precio de las acciones y facilitó el mismo acceso a todos los inversores.
En febrero de 2015, Joe Mansueto poseía aproximadamente el 55% de las acciones en circulación de Morningstar.
En septiembre de 2016, Morningstar anunció que había nombrado a Kunal Kapoor como director ejecutivo, mientras que Mansueto se convertiría en presidente del Consejo de Administración.
En abril de 2020, Morningstar anunció que había llegado a un acuerdo para adquirir Sustainalytics, una firma de investigación y calificación especializada en inversiones de carácter ambiental, social y de gobernanza (ESG).

## Productos y servicios
Morningstar ofrece una amplia gama de productos y servicios tanto a inversores minoristas como institucionales.

### Gestión de inversiones
A través de su filial de gestión de inversiones, Morningstar cuenta actualmente con más de 244.000 millones de dólares en activos bajo asesoramiento y gestión.

### Morningstar Direct
Morningstar Direct es una plataforma de software que proporciona datos y análisis para ayudar a los gestores de inversiones profesionales a crear nuevos productos y carteras.

### Morningstar Office Cloud
Morningstar ofrece una plataforma integral basada en la nube para asesores, conocida como Morningstar Office Cloud. El software permite que los gestores financieros obtengan acceso a datos e investigaciones, analicen inversiones y se conecten con los inversores.

### Morningstar Premium
La firma ofrece a los inversores minoristas e individuales acceso a noticias, investigación, análisis de acciones, bonos y fondos de inversión a través de su producto de suscripción 'Morningstar Premium'.

### Calificaciones crediticias (NRSRO)
En 2010, Morningstar adquirió Realpoint, LLC, una antigua división del gigante de capital privado Capmark Finance y una organización de calificación estadística reconocida a nivel nacional (NRSRO). La firma fue renombrada como Morningstar Credit Ratings y compite con S&P, Moody's, Fitch Ratings y firmas similares de Wall Street en la investigación y calificación de productos de deuda estructurada, incluidos valores respaldados por hipotecas y valores respaldados por activos. Morningstar Credit Ratings emite calificaciones crediticias tanto para productos financieros estructurados (CMBS, RMBS, CLO) como para instituciones corporativas/financieras.
El 29 de mayo de 2019, Morningstar anunció públicamente su intención de ampliar significativamente la amplitud y el alcance de su negocio de calificaciones mediante la adquisición de DBRS por 669 millones de dólares.

## Influencia y críticas
Morningstar es considerada una de las empresas más influyentes en la industria de gestión de inversiones. Esto puede llevar a que en ocasiones las calificaciones y recomendaciones de la empresa afecten a los fondos gestionados por la propia compañía. Las calificaciones de "estrellas" de la empresa a menudo son utilizadas por los gestores de fondos en sus estrategias de marketing, y las calificaciones de estrellas positivas aportan credibilidad a la estrategia de un fondo. Los analistas y los datos de Morningstar se citan con frecuencia en medios como el New York Times, el Wall Street Journal y el Financial Times.
En octubre de 2017, el Wall Street Journal publicó un artículo de primera plana en el que criticaba la influencia de Morningstar y cuestionaba el poder predictivo del sistema de calificación de la empresa. En respuesta, Morningstar proporcionó un análisis cuantitativo que muestra que los fondos con calificaciones más altas superan a los fondos con calificaciones más bajas, pero advirtió contra el uso de las calificaciones como marcador definitivo del rendimiento futuro.

## Identidad corporativa
El logotipo actual de Morningstar fue diseñado por el famoso diseñador gráfico Paul Rand. El diseño presenta la "o" de Morningstar como un sol naciente, lo cual es un guiño a una cita de Henry David Thoreau que inspiró el nombre de la empresa. Mansueto considera el logotipo como “uno de nuestros activos más valiosos”.

## Oficinas
La firma tiene su sede en Chicago, Illinois. Además, cuenta con otras oficinas regionales importantes en las ciudades de Nueva York, Londres, Hong Kong, París, Sídney, Shenzhen y otras.